# 广州正佳广场万豪酒店
广州正佳广场万豪酒店（英語：Guangzhou Marriott Hotel Tianhe）是一栋位于中国广东省广州市天河区的摩天大楼，于2010年建成，屬於正佳廣場的附屬樓宇。